# Synagoga w Augsburgu
Synagoga w Augsburgu (niem. Augsburger Synagoge) – została zbudowana w latach 1914–1917, według planów architektów Friedricha Landauera i dr Heinricha Lömpela, w stylu secesyjnym. 
Synagoga została poważnie zniszczona podczas nocy kryształowej, 10 listopada 1938 roku. Od tego czasu znajdowały się w niej instytucje użytku publicznego oraz sklepy.
Budynek synagogi został poddany renowacji w latach 1976–1984, dzięki któremu odzyska swój oryginalny wygląd. W 1985 roku synagoga została ponownie poświęcona i oddana gminie żydowskiej. 1 listopada 2006 roku przy synagodze otwarto Muzeum Żydowskie.
Najbardziej charakterystycznym elementem synagogi jest kopuła średnicy 29 m, ozdobiona licznymi ornamentami. Obecnie synagoga zaliczana jest do najpiękniej zachowanych synagog w stylu secesyjnym na świecie.

## Galeria

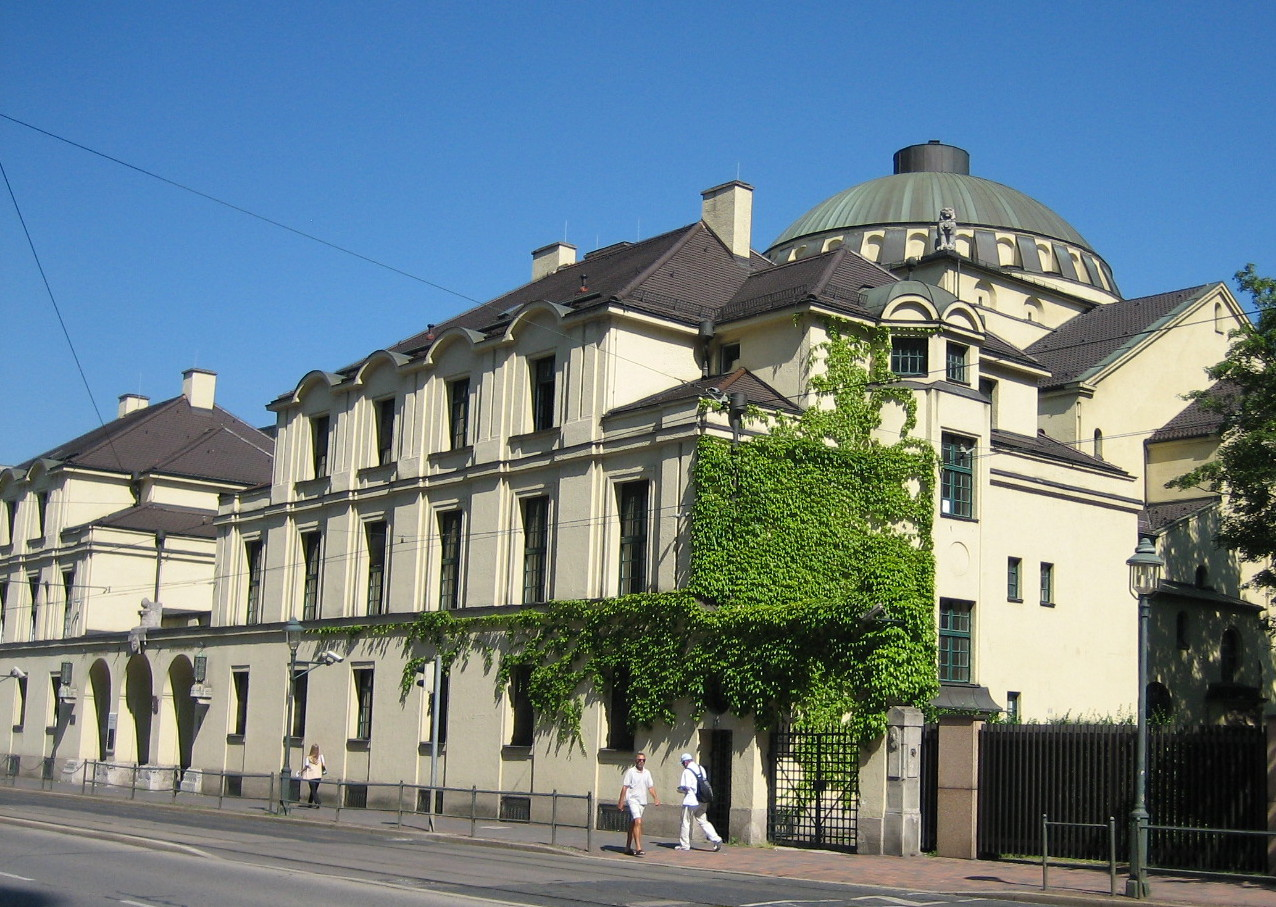
Widok z ulicy
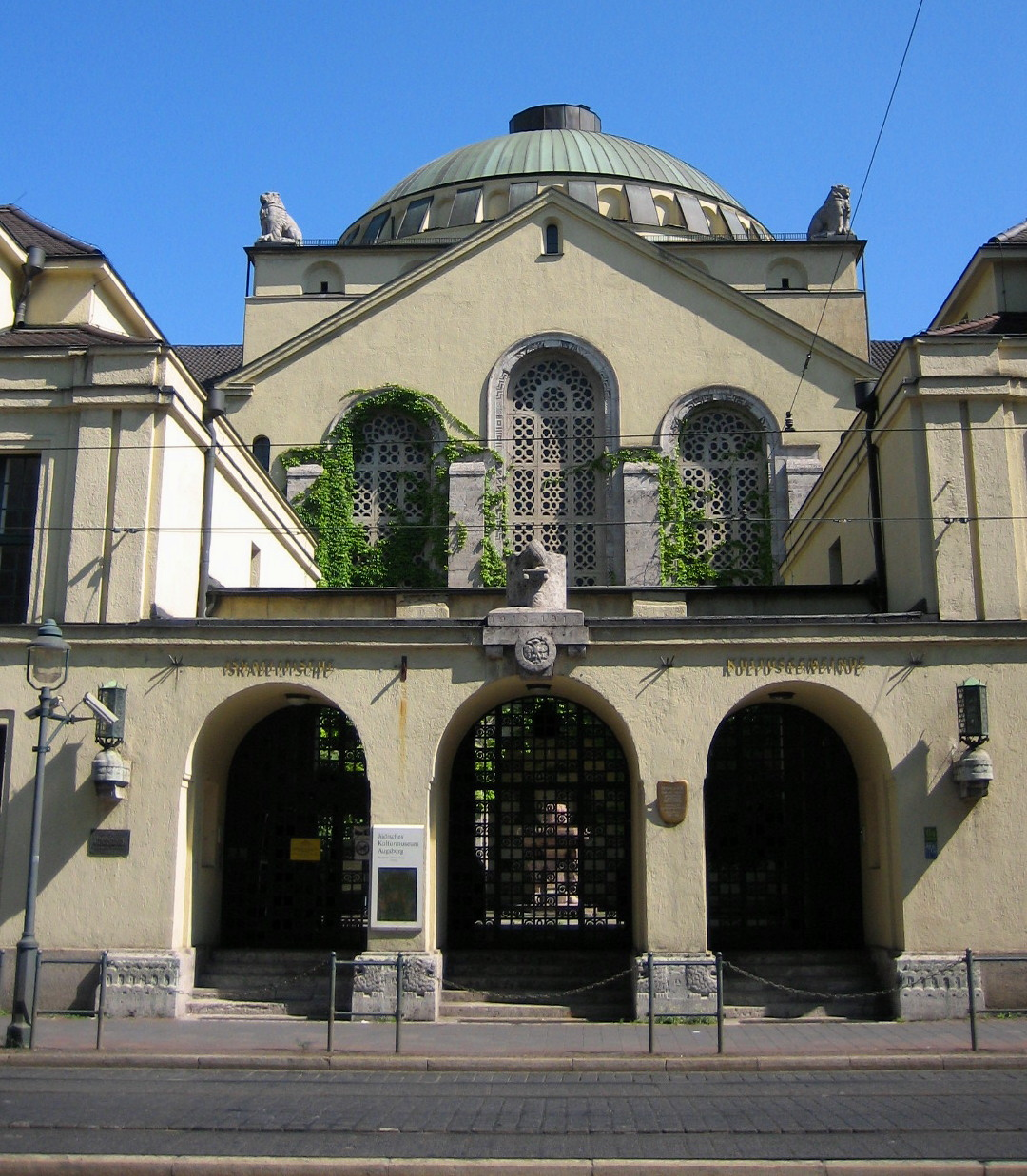
Fasada główna
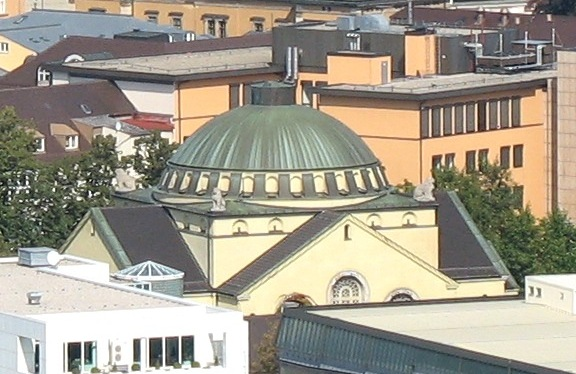
Widok na kopułę synagogi